# モダン・ヘヴィネス
モダン・ヘヴィネス (Modern heaviness)は音楽ジャンルの一つ。日本独自の呼称で、こういったバンドの本場である北米やヨーロッパではこういったジャンルは存在しない。

## 概要
1990年代初頭のポスト・スラッシュやグルーヴ・メタルがこれにあたる場合が多い。オルタナティヴ・ロック、グランジ、インダストリアル・ロックなども含まれる呼称としても使われ、1980年代に全盛期を極めた、伝統的なヘヴィメタル・ハードロックと相反するジャンルを一括りに纏めた呼称という意味で、『BURRN!』を中心にネガティヴな意味で使われることが多い。
伝統的なヘヴィメタルやスラッシュメタルと違う、ヘヴィネスとグルーヴ重視のヘヴィメタルバンドを一括りにしてこう呼ぶ風潮があった。またハードコア・パンク系やインダストリアル・ロック系のバンドも含まれる事が多かった。これはクロスオーバーなど、音楽ジャンルに明確な線引きが難しいため起きた現象とも言える。
90年代中盤～後半あたりの時期に、著名な伝統的ヘヴィメタルバンドや、LAメタルバンド、スラッシュメタルバンドらがグルーヴ・メタルやオルタナティヴ・ロック、グランジ等の要素を取り入れ、音楽性を豹変させるケースが多々あった。
代表的な例はメタリカ、モトリー・クルー、ドッケン、クイーンズライク、ラウドネス、ジューダス・プリースト、ブラック・サバス、ディオ、ブルース・ディッキンソン(スカンクワークス時代)など。大半は正統派メタルの音楽性を支持し続けるファンに敬遠、非難され、音楽性を戻したり、更なる新機軸を加えたりして、「脱モダン」を計り支持を取り戻している。

## バンド一覧
- パンテラ (1992年頃～)
- ヘルメット (バンド) (en:Helmet (band))
- プロング (en:Prong (band))
- バイオハザード (バンド) (en:Biohazard (band))
- ホワイト・ゾンビen:White Zombie (band)
- セパルトゥラ (1993年頃～)
- ファイト
- フィア・ファクトリー
- マシーン・ヘッド
- ギーザー(ブラック・サバスのベーシスト、ギーザー・バトラーのバンド)
- キラーズ(元アイアン・メイデンのヴォーカリスト、ポール・ディアノのバンドで、ロックバンドのザ・キラーズとは別バンド)
- ビー・ソング
- ミザリー・ラヴズ・カンパニー (en:Misery Loves Co.)
- メアリー・ビーツ・ジェーン
- イーチ・オブ・ザ・デイズ (Each Of The Days)
- ストラッピング・ヤング・ラッド
- ラム・オブ・ゴッド (en:Lamb of God (band))